# Campeonato europeo de hockey sobre patines masculino de 1994
El XLI Campeonato europeo de hockey sobre patines masculino de 1994 se celebró en Madeira (Portugal) del 27 de noviembre al 4 de diciembre de 1994. Fue organizado por el Comité Europeo de Hockey sobre Patines. La selección de Portugal ganó su decimoctavo título.

## Equipos participantes
|              |
| Alemania     |
| Andorra      |
| Bélgica      |
| España       |
| Francia      |
| Inglaterra   |
| Italia       |
| Países Bajos |
| Portugal     |
| Rusia        |
| Suiza        |

## Fase de grupos

### Grupo A
| Equipo       | Pts | PJ | PG | PE | PP | GF  | GC  | DG   |
| ------------ | --- | -- | -- | -- | -- | --- | --- | ---- |
| Portugal     | 8   | 5  | 4  | 0  | 1  | 114 | 7   | +107 |
| España       | 8   | 5  | 4  | 0  | 1  | 96  | 4   | +92  |
| Países Bajos | 8   | 5  | 4  | 0  | 1  | 36  | 11  | +25  |
| Bélgica      | 4   | 5  | 2  | 0  | 3  | 17  | 66  | -49  |
| Inglaterra   | 2   | 5  | 1  | 0  | 4  | 16  | 49  | -33  |
| Rusia        | 0   | 5  | 0  | 0  | 5  | 9   | 151 | -142 |

|              | Bandera de Rusia | Bandera de Inglaterra | Bandera de Bélgica | Bandera de los Países Bajos | Bandera de España | Bandera de Portugal |
| ------------ | ---------------- | --------------------- | ------------------ | --------------------------- | ----------------- | ------------------- |
| Rusia        |                  |                       |                    |                             |                   |                     |
| Inglaterra   | 15-1             |                       |                    |                             |                   |                     |
| Bélgica      | 12-6             | 3-1                   |                    |                             |                   |                     |
| Países Bajos | 18-1             | 8-0                   | 7-0                |                             |                   |                     |
| España       | 61-0             | 9-0                   | 22-0               | 1-2                         |                   |                     |
| Portugal     | 45-1             | 28-0                  | 30-2               | 9-1                         | 2-3               |                     |

### Grupo B
| Equipo   | Pts | PJ | PG | PE | PP | GF | GC  | DG   |
| -------- | --- | -- | -- | -- | -- | -- | --- | ---- |
| Italia   | 12  | 6  | 6  | 0  | 0  | 82 | 10  | +72  |
| Suiza    | 8   | 6  | 4  | 0  | 2  | 51 | 12  | +39  |
| Francia  | 8   | 6  | 4  | 0  | 2  | 66 | 18  | +48  |
| Alemania | 7   | 6  | 3  | 1  | 2  | 61 | 28  | +33  |
| Andorra  | 5   | 6  | 2  | 1  | 3  | 25 | 30  | -5   |
| Austria  | 2   | 6  | 1  | 0  | 5  | 22 | 56  | -34  |
| Irlanda  | 0   | 6  | 0  | 0  | 6  | 6  | 159 | -153 |

|          | Bandera de Irlanda | Bandera de Austria | Bandera de Andorra | Bandera de Alemania | Bandera de Francia | Bandera de Suiza | Bandera de Italia |
| -------- | ------------------ | ------------------ | ------------------ | ------------------- | ------------------ | ---------------- | ----------------- |
| Irlanda  |                    |                    |                    |                     |                    |                  |                   |
| Austria  | 14-2               |                    |                    |                     |                    |                  |                   |
| Andorra  | 13-2               | 5-2                |                    |                     |                    |                  |                   |
| Alemania | 35-1               | 9-2                | 4-4                |                     |                    |                  |                   |
| Francia  | 39-1               | 13-2               | 5-2                | 4-3                 |                    |                  |                   |
| Suiza    | 31-0               | 9-1                | 3-1                | 3-4                 | 4-3                |                  |                   |
| Italia   | 27-0               | 18-1               | 14-0               | 14-6                | 6-2                | 3-1              |                   |

## Fase Final
|         | Equipo 1     | Result. | Equipo 2 |
| ------- | ------------ | ------- | -------- |
| 11º-13º | Rusia        | 9-4     | Irlanda  |
| 11º-12º | Austria      | 10-5    | Rusia    |
| 9º-10º  | Inglaterra   | 5-4     | Andorra  |
| 7º-8º   | Alemania     | 6-5     | Bélgica  |
| 5º-6º   | Países Bajos | 6-5     | Francia  |

|  | Semifinales            | Semifinales            |   |        | Final                  | Final                  |  |
|  | 3 de diciembre de 1994 | 3 de diciembre de 1994 |   |        | 4 de diciembre de 1994 | 4 de diciembre de 1994 |  |
|  |                        |                        |   |        |                        |                        |  |
|  |                        |                        |   |        |                        |                        |  |
|  | España                 | 3                      |   |        |                        |                        |  |
|  | Italia                 | 2                      |   |        |                        |                        |  |
|  |                        |                        |   |        |                        |                        |  |
|  |                        |                        |   |        |                        |                        |  |
|  |                        |                        |   |        | Portugal               | 3                      |  |
|  |                        | España                 | 1 |        |                        |                        |  |
|  |                        |                        |   |        |                        |                        |  |
|  |                        |                        |   |        |                        |                        |  |
|  |                        |                        |   |        | Tercer lugar           |                        |  |
|  |                        |                        |   |        |                        |                        |  |
|  | Portugal               | 3                      |   | Italia | 3                      |                        |  |
|  | Suiza                  | 1                      |   |        | Suiza                  | 0                      |  |

## Clasificación final
| 1. Portugal     |
| 2. España       |
| 3. Italia       |
| 4. Suiza        |
| 5. Países Bajos |
| 6. Francia      |
| 7. Alemania     |
| 8. Bélgica      |
| 9. Inglaterra   |
| 10. Andorra     |
| 11. Austria     |
| 12. Rusia       |
| 13. Irlanda     |